# Arnaldo Benvenuti
Arnaldo Benvenuti (Conegliano, 1912 – Padova, 1942) è stato un musicista e compositore italiano.

## Biografia
Dopo aver terminato i suoi studi di pianoforte al Conservatorio di Milano con l'illustre Maestra Erminia Foltran Carpenè, fondatrice della scuola pianistica di Conegliano, lavorò come insegnante presso la Scuola Musicale del Collegio "Dante Alighieri". Compose brani per pianoforte e orchestra e il poema sinfonico Re Peste. Divenne docente al Conservatorio di Firenze a soli 26 anni.
Partecipò  alla IV Mostra Internazionale Veneta di Musica contemporanea. Morì a soli 30 anni, nel 1942 quando stava entrando in possesso della cattedra di pianoforte al Conservatorio di Venezia.
Gli è stata intitolata una via della città di Conegliano.
Nel 1969, su iniziativa dell'allora parroco della parrocchia coneglianese di San Pio X don Romualdo Baldissera, gli è stata intitolata una scuola di musica, l'Istituto Musicale "A. Benvenuti", tuttora operante.